# Pravý blok

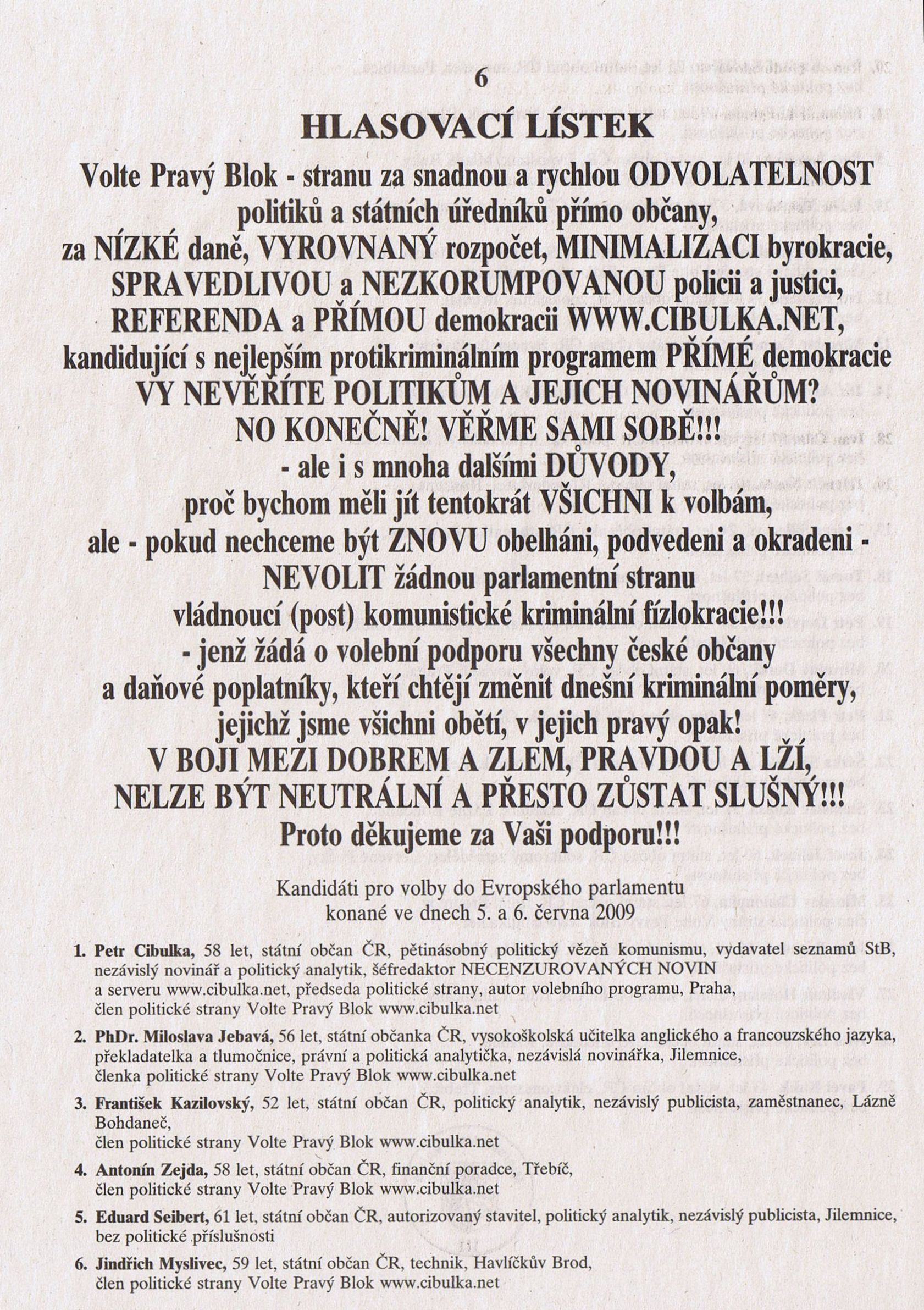
Wahlzettel der Partei aus den Wahlen zum Europaparlament 2009 mit dem Langnamen der Partei

Pravý Blok, deutsch: Rechter Block, ist eine tschechische politische Partei. Sie wurde vom ehemaligen Dissidenten Petr Cibulka gegründet und am 29. März 1996 registriert.
Die Partei sieht in Tschechien auch nach dem Ende der kommunistischen Diktatur keine demokratischen Verhältnisse, sondern eine postkommunistische Diktatur an der Macht. Ihr Hauptziel besteht in der Beseitigung der von ihr sogenannten „Spitzelkratie“ der Kommunisten, der „totalitäres Regime und Versklavung“ in Tschechien vorgeworfen wird, die Verwirklichung der direkten Demokratie, was unter anderem durch die Integration aller rechtsgerichteten Kräfte erreicht werden soll.

## Name der Partei
Der ursprüngliche Name der Partei lautete Pravý blok, abgekürzt auch PB. Mit der Zeit hat der Vorsitzende der Partei Cibulka den Namen erweitert und schließlich (stufenweise) als eine abgekürzte Fassung des Parteiprogramm formuliert. Eine der heute benutzten Abkürzungen lautet (außer gelegentlich Pravý blok) Volte Pravý Blok www.cibulka.net (deutsch: Wählt den Rechten Blok, ergänzt um die URL-Adresse des Gründers).
Der Name der Partei ist auffallend nicht nur durch die Länge (270 Wörter), sondern auch durch die Verwendung der Fettschrift (durchgehend) sowie Großbuchstaben. Weil die Vorschriften der Rechtschreibung nicht verbindlich sind und die Gesetzgebung der Tschechischen Republik keine Regelung für einen Parteinamen vorsieht, wurde die Partei nicht nur unter dem jeweils so entstandenen Namen registriert, sondern ist auch unter diesen Namen bei den Wahlen angetreten.

## Geschichte
Die Gründung der Partei Pravý blok ist eine der Aktivitäten des ehemaligen Dissidenten Petr Cibulka, der unter dem kommunistischen Regime mehrmals im Gefängnis saß. Er ließ die Partei 1996 beim Innenministerium registrieren.
Nur bei den Wahlen zum Europäischen Parlament erreichte die Partei knapp über 1 Prozent der Stimmen, was die Berechtigung zu staatlichen Wahlzuschüssen begründete; 2009 waren es 23.612 Stimmen, was ein Plus von 23 Stimmen über die 1-Prozent-Marke bedeutete. Dennoch findet die Partei eine die Wahlergebnisse übertreffende Medienpräsenz.

## Wahlergebnisse
Die Partei nahm seit ihrer Gründung an einigen Wahlen teil, ohne dabei nennenswerte Erfolge erzielt zu haben:
- Kommunalwahlen 1998 (0,00 %), 2002 (0,04 %), 2006 (0,08 %)
- Wahlen zu regionalen Lokalparlamenten 2004 (0,39 %), 2008 (0,68 %)
- Wahlen zum Abgeordnetenhaus 2002 (0,59 %), 2006 (0,38 %), 2010 (0,47 %)
- Wahlen zum Europäischen Parlament 2004 (1,17 %), 2009 (1,00 %)

Bei der Abgeordnetenhauswahl in Tschechien 2017 am 20. und 21. Oktober 2017 erhielt diese Gruppierung insgesamt 491 Stimmen, d. h. 0,0 Prozent.